# Dinochloinae
Dinochloinae K.M.Wong & W.L.Goh, 2016 è una sottotribù di bambù appartenente alla famiglia delle Poacee (sottofamiglia Bambusoideae).

## Etimologia
Il nome della sottotribù deriva dal suo genere tipo Dinochloa Buse la cui etimologia deriva da due parole greche: deinos (= terribile, potente) o anche dinos (= spira) e chloa (= erba) e fa riferimento al portamento arrampicante e a spirale delle specie di questo genere.
Il nome scientifico della sottotribù è stato definito dai botanici contemporanei Khoon Meng Wong e W.L. Goh nella pubblicazione "Sandakania. Sandakan -22: 20. 2016" del 2016.

## Descrizione

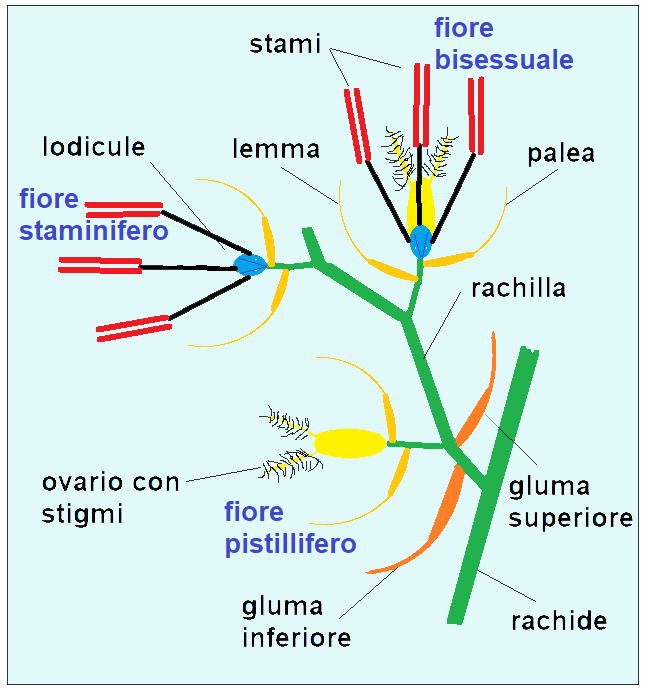
Spighetta generica con tre fiori diversi

Il portamento delle specie di questa sottotribù è arbustivo con culmi legnosi che crescono eretti (fino a quasi 40 metri) o a spirale intorno ai tronchi degli alberi. Le radici in genere sono del tipo fascicolato derivate da rizomi facilmente pachimorfi; in Parabambusa sono presenti radici aeree ai nodi. Per ogni nodo si possono avere da 3 a 18 rami; spesso un ramo è dominante. Gli internodi sono affusolati; a volte la base è gonfiata.
Le foglie lungo il culmo sono disposte in modo alterno, sono distiche e si originano dai vari nodi. Sono composte da una guaina, una ligula e una lamina. Le venature sono parallelinervie (quelle trasversali sono invisibili o visibili). 
- Foglie dei culmi: le guaine sono persistenti o decidue; tra il nodo e la base della guaina è presente una cintura scura; le guaine possono avere oppure no dei padiglioni auricolari fimbriati; la forma delle guaine può essere lanceolata, strettamente ovata, ovata o triangolare. La forma delle lamine può essere ristretta alla base e lanceolata, oblunga o cordata nel resto; il portamento è eretto o riflesso.
- Foglie del fogliame: le foglie del fogliame possono avere oppure no dei padiglioni auricolari fimbriati; a volte la base è fortemente asimmetrica.

- Infiorescenza principale (sinfiorescenza o semplicemente spiga): le infiorescenze sono bratteate e per lo più ramificate ed hanno la forma di una grande pannocchia globosa o oblunga. I rami dell'infiorescenza sono sottesi da una guaina e un profillo. Le spighette sono molto numerose (fino a 10). In questo gruppo sono presenti delle pseudospighette in gruppi separati da lunghi internodi. Lunghezza massima dell'infiorescenza: 3 metri.
- Infiorescenza secondaria (o spighetta): le spighette (o pseudospighette), sessili a forma lanceolata, ellittica, oblunga o ovata e compresse lateralmente, sono formate da un fiore fertile (da 4 a 9 in Mullerochloa e fino a 12 in Neololeba) sotteso da due/tre brattee chiamate glume (inferiore e superiore). I fiori distali possono essere ridotti o sterili. Alla base di ogni fiore sono presenti due brattee: la palea e il lemma. La disarticolando avviene sotto ogni fiorellino fertile.

- Glume: le glume sono persistenti e più corte delle spighette. Le forme sono oblunghe, ovate o orbicolari con apici troncati, ottusi o acuminati; a volte la glume superiore è mucronata. La consistenza è cartacea. La superficie si presenta con 3-5-7-9 venature longitudinali. La pagina abassiale è glabra o pubescente.
- Lemmi: la forma dei lemmi è oblunga, ovata o orbicolare. La consistenza è cartacea. La superficie può essere percorsa da 1 a 19 venature longitudinali. I lemmi sono privi di ciglia e di carene.
- Palee: possono essere assenti o ridotte (in Mullerochloa sono più lunghe del lemma e la parte adassiale è densamente pubescente). Sono strettamente convolute attorno al fiore. La consistenza è cartacea o coriacea. La superficie si presenta con 4-5-6-7-8-9 venature longitudinali. Le palee del genere Sphaerobambos si presentano con carene strette e alate.

I fiori fertili sono attinomorfi formati da 3 verticilli: perianzio ridotto, androceo  e gineceo.
- Formula fiorale:[5]

- , P 2, A (1-)3(-6), G (2–3) supero, cariosside.

- Il perianzio è ridotto e formato da nessuna/tre lodicule, delle squame, poco visibili (forse relitto di un verticillo di 3 sepali). Le lodicule sono membranose, glabre o cigliate.
- L'androceo è composto da 6 stami ognuno con un breve filamento libero, una antera e due teche. In Mullerochloa gli stami sono 4 e i filamenti sono fusi. Le antere sono basifisse con deiscenza laterale. Il polline è monoporato.
- Il gineceo è composto da 3-(2) carpelli connati formanti un ovario supero. L'ovario, glabro con o senza appendice, ha un solo loculo con un solo ovulo subapicale (o quasi basale). L'ovulo è anfitropo e semianatropo e tenuinucellato o crassinucellato. Lo stilo, breve, è unico con due/tre stigmi papillosi.

I frutti sono del tipo cariosside, ossia sono dei piccoli chicchi indeiscenti, oblunghi, ovoidali, orbicolari o subglobosi, nei quali il pericarpo è formato da una sottile parete che circonda il singolo seme. In particolare il pericarpo, carnoso, è libero dal rivestimento del seme. L'endocarpo non è indurito e l'ilo è lungo e lineare. L'embrione è provvisto di epiblasto. I margini embrionali della foglia si sovrappongono. La fessura scutellare è assente.

## Biologia
In generale nelle erbe delle Poaceae la fecondazione avviene fondamentalmente tramite l'impollinazione dei fiori per via  anemogama. Gli stigmi piumosi sono una caratteristica importante per catturare meglio il polline aereo.
I semi cadendo a terra, dopo aver eventualmente percorso alcuni metri a causa del vento (dispersione anemocora) sono dispersi soprattutto da insetti tipo formiche (mirmecoria).

## Distribuzione e habitat
La distribuzione delle specie di questo gruppo è soprattutto asiatica-orientale con habitat più o meno tropicali.

## Tassonomia
La famiglia di appartenenza di questa sottotribù (Poaceae) comprende circa 650 generi e 9.700 specie (secondo altri Autori 670 generi e 9.500). Con una distribuzione cosmopolita è una delle famiglie più numerose e più importanti del gruppo delle monocotiledoni e di grande interesse economico: tre quarti delle terre coltivate del mondo produce cereali (più del 50% delle calorie umane proviene dalle graminacee). La famiglia è suddivisa in 12 sottofamiglie, il gruppo di questa voce è descritto al'interno della sottofamiglia Bambusoideae (tribù Bambuseae).

### Generi
La sottotribù si compone di 7 generi e 62 specie:
- Cyrtochloa S.Dransf. (7 spp.)
- Dinochloa Buse (44 spp.)
- Mullerochloa K.M.Wong (1 sp.)
- Neololeba Widjaja (5 spp.)
- Parabambusa Widjaja (1 spp.)
- Pinga Widjaja (1 sp.)
- Sphaerobambos S.Dransf. (3 spp.)

Note
- I generi Cyrtochloa e Parabambusa in precedenti classificazioni erano descritti all'interno della sottotribù Bambusinae.[4]
- Pinga marginata, unica specie del genere Pinga, in precedenza era descritta all'interno del genere Parabambusa.[4]

### Filogenesi
La sottotribù Dinochloinae, insieme ad alcune altre sottotribù della tribù Bambuseae (Bambusinae, Greslaniinae, Hickeliinae, Holttumochloinae, Melocanninae, Racemobambosinae e Temburongiinae) è descritta all'interno del "clade paleotropicale". All'interno di questo clade Dinochloinae risulta formare un "gruppo fratello" con la sottotribù Greslaniinae. Buona parte delle specie di questo gruppo sono esaploidi o superiori con una storia poliploide che coinvolge antenati che erano strettamente legati all'antenato delle Arundinarieae (la tribù "basale" della sottofamiglia Bambusoideae).
Il gruppo di questi generi prima di essere circoscritti nell'attuale e unica sottotribù erano descritti all'interno della sottotribù Bambusinae e facevano parte del "clade DMNS" (Dinochloa, Neololeba, Mullerochloa e Sphaerobambos) caratterizzato soprattutto da culmi arrampicanti (la base di ogni internodo del culmo è gonfio e la base della relativa guaina è rugosa; questo sembra funzionare come un pulvino, permettendo al culmo di intrecciarsi attorno agli alberi).
Le sinapomorfie caratteristiche del clade "DMNS" sono:
- i culmi hanno un portamento arrampicante;
- le guaine delle foglie dei culmi hanno una caratteristica zona rugosa alla base.

Sinapomorfie relative ai singoli generi:
- Dinochloa: il portamento è a spirale attorno ai tronchi degli alberi; nelle foglie dei culmi tra il nodo e la base della guaina è presente una cintura scura; talvolta gli stigmi sono due.
- Neololeba: i rami sono in forte ascesa; le lodicule sono assenti.
- Parabambusa: le lodicule sono assenti.
- Sphaerobambos: le palee hanno delle carene strette e alate; inoltre a maturità sono più lunghe dei lemmi.